# Юсфин, Юлиан Семёнович
Юлиан Семёнович Юсфин (24 июля 1934 — 18 мая 2015) — советский и российский учёный в области металлургии, заведующий кафедрой руднотермических процессов МИСиС, академик РАЕН.

## Биография
После окончания в 1951 году с золотой медалью 265 московской средней школы и в 1956 году Московского института стали, с получением диплома с отличием, постоянно работал в МИСиС, вначале младшим научным сотрудником и аспирантом, а после защиты в 1963 года кандидатской диссертации — ассистентом и доцентом.
В 1969 году защитил докторскую диссертацию, посвященную выявлению основных закономерностей высокотемпературного упрочнения железорудных окатышей. C 1995 года — в редколлегии журнала «Известия высших учебных заведений. Чёрная металлургия», с 2011 года — главный редактор журнала. С 2010 года — главный редактор журнала «Чёрные металлы».
Умер 16 мая 2015 года.

## Научная деятельность
В 1971 году был избран профессором, в 1987 году — заведующим кафедрой руднотермических процессов.
Одним из первых Ю. С. Юсфин экспериментально установил факт низкотемпературного восстановления моноксидов марганца, ванадия и других трудновосстановимых элементов газообразным восстановителем и дал ему теоретическое объяснение. Также одним из первых Ю. С. Юсфин обнаружил явление наследственности свойств железорудных материалов. Широко известны пионерские работы Ю. С. Юсфина в области ресурсо-экологических проблем — прогнозные расчеты процессов формирования выбросов в металлургических агрегатах, экобалансов производства черных металлов, сравнительной эколого-ресурсной оценки металлургических агрегатов и др.
Ю. С. Юсфин — автор более 550 опубликованных работ, в том числе 24 книг, из которых — 10 учебников для вузов и 110 патентов и авторских свидетельств на изобретения. Свыше 40 работ, в том числе 4 книги, опубликованы за рубежом. Под руководством Ю. С. Юсфина защищены 39 кандидатских диссертаций, при его научной консультации — 3 докторских диссертации.
С 2001 года состоял в экспертном совете ВАК по металлургии.

## Награды
- Удостоен звания «Заслуженный деятель науки Российской Федерации» (1998 г.)
- Звания «Почетный металлург России» (2005 г.)
- Избран почетным профессором Национальной металлургической академии Украины и Запорожской инженерной академии (2005 г.).
- Фигурант справочника «The Marquis Who’s Who 1999» и справочника «Кто есть кто в металлургии России» (издательство «СП Интермет инжиниринг», М., 1999 г., 312 с.).
- Премия Президента РФ в области образования (2005 г.).
- Премия Правительства РФ в области науки и техники (2008 г.).
- Премия имени И. П. Бардина (совместно с Л. А. Смирновым, Л. И. Леонтьевым, за 2004 год) — за цикл работ по теме «Физико-химические основы и технические решения ресурсосберегающих экологически безопасных процессов комплексной переработки полиметаллических руд»
- Премия РАЕН «Во славу и пользу отечества» (2002 г.).
- Избран действительным членом Нью-йоркской Академии наук (1994 г.), Российской инженерной академии (2000 г.), Российской академии естественных наук (2001 г.).
- Награждён межгосударственным орденом «За пользу отечеству» им. В. Н. Татищева (2004 г.).